# Umlaufvermögen
Umlaufvermögen (englisch current assets) sind in Unternehmen alle Vermögensgegenstände, die im Rahmen des Geschäftsprozesses zur kurzfristigen Veräußerung, zum Verbrauch, zur Verarbeitung, zur Weiterverarbeitung oder zur Rückzahlung bestimmt sind. Sie befinden sich nur kurze Zeit im Unternehmen und dienen nicht, wie das Anlagevermögen, dauerhaft dem Geschäftsbetrieb.

## Allgemeines
Das Umlaufvermögen wird im Handelsgesetzbuch nicht definiert, sondern stellt rechtlich eine Restgröße von allem dar, was nicht Anlagevermögen ist. Alle Vermögensgegenstände, die kurzfristig veräußert, verbraucht, verarbeitet oder von Schuldnern zurückgezahlt werden sollen, zählen daher zum Umlaufvermögen. Sie sind meist die Grundlage (Vorräte an Roh-, Hilfs- und Betriebsstoffen) oder das Ergebnis (Fertigerzeugnisse, Kassenbestand, Bankguthaben, Forderungen) des betrieblichen Produktionsprozesses. Vermögensgegenstände, welche die Betriebsprozesse der Beschaffung, der Produktion und des Absatzes durchlaufen sollen, werden ihm zugeordnet. Aus beschafften Werkstoffen werden durch die Produktion fertige Erzeugnisse, die verkauften Erzeugnisse werden zu Forderungen gegenüber dem Kunden und nach Zahlung zu Geld in der Kasse oder auf dem Bankkonto. Von den im Umlaufvermögen zu aktivierenden Vermögensposten wird erwartet, dass sie innerhalb einer Umsatzperiode zu Geld oder Geldsurrogaten werden oder durch Verkauf oder Verbrauch untergehen.

## Gliederung
In der Bilanz ist das Umlaufvermögen nach § 266 Abs. 2 lit. B HGB auf der Aktiv-Seite ausgewiesen und aus Gründen der Bilanzklarheit zu gliedern. Im Vorfeld der Bilanzerstellung ist eine Bestandsaufnahme der Bestände notwendig.
I. Vorräte/Vorratsvermögen
1. Roh-, Hilfs- und Betriebsstoffe
2. unfertige Erzeugnisse, unfertige Leistungen
3. fertige Erzeugnisse und Waren
4. geleistete Anzahlungen

II. Forderungen und sonstige Vermögensgegenstände
Gesondert ausgewiesen werden bei allen vier Punkten Forderungen und Vermögensgegenstände mit einer Restlaufzeit von mehr als einem Jahr
1. Forderungen aus Lieferungen und Leistungen
2. Forderungen gegen verbundene Unternehmen
3. Forderungen gegen Unternehmen, mit denen ein Beteiligungsverhältnis besteht
4. sonstige Vermögensgegenstände

III. Wertpapiere
1. Anteile an verbundenen Unternehmen
2. sonstige Wertpapiere

IV. Liquide Mittel
1. Schecks, Kassenbestände, Bundesbankguthaben und Guthaben bei Kreditinstituten

## Zuordnung
Wertpapiere und Ausleihungen sind im Gliederungsschema des § 266 HGB zweimal enthalten, nämlich bei den Finanzanlagen (A III Nr. 2, 4 und 5) und im Umlaufvermögen (B II Nr. 2, 3 und III Nr. 1, 2 und 3). Deshalb kann es zwischen Wertpapieren und Ausleihungen des Umlaufvermögens Zuordnungsprobleme zu denselben Bilanzpositionen des Anlagevermögens geben. Die konkrete betriebliche Verwendungsart bestimmt die Zuordnung zum Anlage- oder Umlaufvermögen. Entscheidend für die richtige Zuordnung ist, dass im Finanzanlagevermögen die Bindungsdauer des Anlagevermögens gilt, wonach die Vermögensgegenstände dauernd dem Geschäftsbetrieb zu dienen haben (§ 247 Abs. 2 HGB). Das bedeutet für Wertpapiere, dass sie im Umlaufvermögen nur für Handelszwecke gehalten werden dürfen und am Bilanzstichtag kurzfristig zum Verkauf bestimmt sind. Bei Kreditinstituten sind sie im Handelsbuch zu führen. Schecks oder Wechsel oder ähnliche Wertpapiere mit Zahlungsmittelfunktion – die auch zu den Wertpapieren gehören – sind regelmäßig dem Umlaufvermögen zuzuordnen.
Etwas anders ist die Definition von „Current Assets“ nach US-GAAP, wonach nur solche Vermögensgegenstände zum Umlaufvermögen gehören, welche innerhalb des normalen Geschäftszyklus in Geld umgewandelt, also verkauft oder verbraucht werden. Ist der Geschäftszyklus kürzer als ein Jahr, wird das Jahr zugrunde gelegt. Ähnlich ist es in den International Financial Reporting Standards abgegrenzt, wobei ein Wahlrecht verbleibt, überhaupt zwischen Anlage- und Umlaufvermögen zu unterscheiden.
Ist eine Zuordnung erfolgt, so muss sie im Regelfall beibehalten bleiben. Eine – ausnahmsweise vorzunehmende – Umgliederung zwischen Positionen des Anlage- und Umlaufvermögens und umgekehrt heißt Umwidmung und unterliegt strengen Vorschriften. Soll ein Vermögensposten vom Anlage- in das Umlaufvermögen oder umgekehrt übertragen werden, muss sich seine Zweckbestimmung geändert haben (§ 247 Abs. 2 HGB). Nach IAS 39.50-54 gibt es – abhängig vom Finanzinstrument und der Bewertungskategorie – zahlreiche Umwidmungs-Verbote. Bei Kreditinstituten gilt § 340e Abs. 2 HGB, wonach in das Anlagevermögen umzuwidmende Wertpapiere eine Restlaufzeit von mindestens einem Jahr aufweisen müssen.
Die Zuordnung zum Anlage- oder Umlaufvermögen hat Folgen bei der Bewertung, denn Wertpapiere des Anlagevermögens unterliegen dem gemilderten Niederstwertprinzip, solche des Umlaufvermögens dem strengen Niederstwertprinzip.

## Umlaufvermögen in der Bilanzanalyse
Das Umlaufvermögen oder Teile hiervon sind in der Bilanzanalyse Gegenstand betriebswirtschaftlicher Kennzahlen.

### Vermögensintensität
Die Kennzahl der Vermögensintensität gibt das Verhältnis zwischen Anlagevermögen und Umlaufvermögen wieder. Bei anlagenintensiven Unternehmen (produzierendes Gewerbe, Transport-, Infrastruktur- und Telekommunikationsunternehmen) überwiegt das Anlagevermögen, im Handel und Baugewerbe überwiegt das Umlaufvermögen:
{\displaystyle {\text{Vermögensintensität}}={\frac {\text{Anlagevermögen}}{\text{Umlaufvermögen}}}}.

### Umlaufintensität
Die Umlaufintensität zeigt an, wie hoch der Anteil des Umlaufvermögens am Gesamtvermögen in einem Unternehmen ist:
{\displaystyle {\text{Umlaufintensität}}={\frac {\text{Umlaufvermögen}}{\text{Gesamtvermögen}}}}.

### Working Capital
Während beide Kennzahlen sich ausschließlich mit der Aktivseite der Bilanz befassen, bezieht das Netto-Umlaufvermögen (englisch Working Capital) die Passivseite mit ein. Vom Umlaufvermögen werden die kurzfristigen Verbindlichkeiten – insbesondere die Verbindlichkeiten aus Lieferungen und Leistungen – abgezogen:
{\displaystyle {\text{Working Capital}}={\text{Umlaufvermögen}}-{\text{kurzfristige Verbindlichkeiten}}}.
Anstelle des gesamten Umlaufvermögens kann das Working Capital noch verfeinert werden:
```
   Liquide Mittel (
Kassenbestand
, 
Bankguthaben
, liquide 
Wertpapiere
)
   

  

    

      

        
+

      

    

    
{\displaystyle +}

  

 
Forderungen
 aus 
Lieferungen
 und 
Leistungen

   

  

    

      

        
+

      

    

    
{\displaystyle +}

  

 
Vorräte

   

  

    

      

        
+

      

    

    
{\displaystyle +}

  

 geleistete 
Anzahlungen

   

  

    

      

        
−

      

    

    
{\displaystyle -}

  

 
Verbindlichkeiten
 aus Lieferungen und Leistungen
   

  

    

      

        
−

      

    

    
{\displaystyle -}

  

 erhaltene Anzahlungen
   

  

    

      

        
=

      

    

    
{\displaystyle =}

  

 Working Capital
```

Bei einem positiven Working Capital wurde das Umlaufvermögen nicht nur durch kurzfristige Verbindlichkeiten finanziert, sondern auch durch langfristige Finanzierungsinstrumente und Finanzierungstitel. Dies ist günstig, weil insbesondere das Risiko der Anschlussfinanzierung vermindert wird. Bei negativem Working Capital ist auch das Anlagevermögen teilweise durch kurzfristiges Fremdkapital finanziert, was der „goldenen Bilanzregel“ widerspricht. Während Industrieunternehmen im Regelfall ein positives Working Capital aufweisen, können Handelsunternehmen wegen der anderen Finanzierungsstruktur auch ein negatives Working Capital erreichen. Hier kann ein negatives Working Capital sogar ein Zeichen besonderer Marktmacht darstellen. Das Working Capital stellt ferner ein Maß für die Liquidität (insbesondere Liquidität 3. Grades) des Unternehmens dar.

### Working Capital Ratio
Aus dem Working Capital errechnet sich die Kennzahl Working Capital Ratio (WCR), indem sie zum Umsatz ins Verhältnis gesetzt wird:
{\displaystyle {\text{Working Capital Ratio}}={\frac {{\text{Umlaufvermögen}}-{\text{kurzfristige Verbindlichkeiten}}}{\text{Umsatz}}}}.